# Pionosyllis weismanni
Pionosyllis weismanni är en ringmaskart som beskrevs av Langerhans 1879. Pionosyllis weismanni ingår i släktet Pionosyllis och familjen Syllidae. Inga underarter finns listade i Catalogue of Life.